# III. Péter orosz cár
III. Péter (oroszul: Пётр III, teljes nevén Pjotr Fjodorovics Romanov Пётр Фëдорович Романов; Kiel, 1728. február 21. – Ropsa, 1762. július 6./17.), Károly Péter Ulrik néven Svédország trónörököse, III. Péter néven minden oroszok császára (cárja) és egyeduralkodója (император и самодержец всероссийский) 1762. január 5-étől 1762. július 9-éig, amikor is felesége, II. Katalin megbuktatta.

## Származása
Karl Peter Ulrich von Holstein-Gottorp herceg Kielben született, Károly Frigyes holstein-gottorpi herceg és Anna Petrovna Romanova orosz nagyhercegnő fiaként, és mivel édesapja rokoni kapcsolatban állt a svéd uralkodóval, Péter eredetileg a svéd trón várományosa volt. Nagynénje, a gyermektelen Erzsébet orosz cárnő 1742-ben jelölte ki az orosz trón örökösének, azaz Péter cárevicsi rangot kapott. Erzsébet cárnő választott számára feleséget, Zsófia Auguszta Friderika anhalt-zerbsti hercegnő személyében.
A hercegnő 1744-ben érkezett meg Oroszországba, ahol áttért az ortodox hitre, és felvette a „Jekatyerina Alekszejevna” nevet. Péter közben himlős lett, amelyből ugyan sikeresen meggyógyult, de élete végéig látszottak a hegek az arcán, ami miatt menyasszonya idegenkedett tőle.
Jekatyerina vagy Katalin céltudatos, becsvágyó nő volt, aki később meg is szerezte az orosz trónt. A házaspárnak 1754-ben fia született, akit a Pál névre kereszteltek, azonban felmerült a gyanú, hogy a gyermek apja nem Péter, hanem Katalin egyik szeretője. Később ezt a gyanút maga Katalin is lebegtette, valószínűleg azért, hogy így üsse el fiát az orosz tróntól. Tény azonban, hogy Pál nagyon hasonlított Péterre, nemcsak külsőleg, de belsőleg is: örökölte édesapja odaadását és rajongását a katonaság iránt. A gyermeket Erzsébet cárnő elszakította a szüleitől, és maga vette kézbe a nevelését. Katalin szeretőket tartott, többek között Grigorij Orlovot, akinek révén megszerezte magának a tisztikar támogatását. Péter nem próbált közeledni a feleségéhez; ő is szeretőket tartott. A legismertebb közülük Jelizaveta Voronkova.
Sokak szerint Katalin valamennyi gyermeke a szeretőitől van, mivel a cárnő is erről ír emlékirataiban, pontosabban saját politikai érdekében lebegteti, kitől is született a trónörökös, Pál cárevics. A történészek azonban nem minden gyereket tartanak balkézről születettnek, valószínű, hogy Péter és Katalin egy-egy alkalommal folytatott nemi életet, különösen Péter kívánságára, aminek Katalin eleget tett, a látszat érdekében, noha férjét nem szerette, mert nem volt olyan jóképű mint szeretői. Pál herceg apját Katalin Szergej Szaltikov kamarásban jelölte meg, Szergej Szaltikov (1726 – 1765) gróf egyik szépanyjának (felmenői egyenes ág 5. fok), Anasztáziának (? – 1655 körül) az apja, Nyikita Romanovics (Nyikita Romanovics Zaharin-Jurjev) (1522 körül – 1585/1586) bojár volt; ez a legközelebbi rokoni kapcsolat Szaltikov gróf és a Romanov-ház között. Nyikita Romanovics fia – Anasztáziának a testvére – volt ugyanis Fjodor Nyikitics Romanov (1553/1554 – 1633), Filaret néven Moszkva és egész Oroszország pátriárkája, aki I. Mihály cárnak (1596 – 1645), a Romanov-házból származó első cárnak, az apja. aminek már az is ellentmond, hogy Pál éppolyan betegségre hajlamos, fizikailag és szellemileg is gyenge férfivá serdült mint Péter. Szaltikov ezzel szemben nem rendelkezett ilyen tulajdonságokkal.

## Uralkodása
Erzsébet cárnő halála után, 1762. január 5-én (a régi naptár szerint 1761. december 25-én) Péter lépett a trónra. Uralkodását azzal kezdte, hogy megpróbálta megszilárdítani a hatalmát. Felmentette a nemességet a kötelező állami szolgálat alól, és megszüntette a Titkos Kancelláriát is. A kormányzati struktúra egyszerűsítésének céljából feloszlatta a Cári Udvari Konferenciát, Erzsébet tanácsadó testületét. Javaslatot tett az állam és az egyház szétválasztására is, de ez csak II. Katalin uralkodása alatt valósult meg.

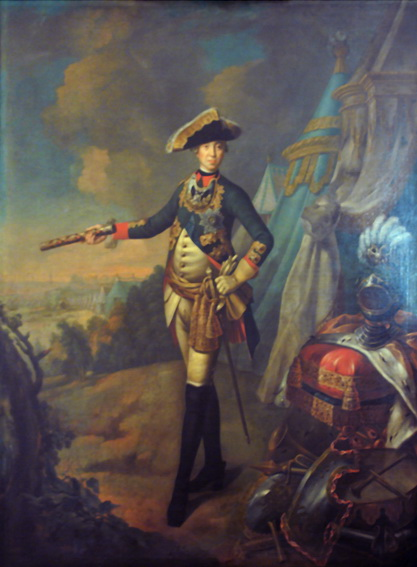
III. Péter Antropov portréján

Péter (akárcsak a fia, Pál) megrögzött poroszbarát hírében állt (és jó pár reformja is csak arról szólt, hogy utánozta vele II. (Nagy) Frigyest). 1762-ben békét kötött Poroszországgal, melynek értelmében az oroszok által elfoglalt porosz területek visszakerültek Poroszországhoz. Ezután Péter szövetséget kötött II. Frigyes porosz királlyal, amelyet később II. Katalin évről évre megújított.
A cár az orosz katonaság segítségével és az állam pénzéből próbálta segíteni a holstein-gottorpi fejedelemséget. A katonaság azonban fellázadt ellene, amikor az uralkodó háborút akart indítani Dánia ellen Schleswig tartomány visszaszerzése érdekében. Számos hazafit, tábornokot és veteránt háborított fel, ahogy szinte megalázkodott Péter Nagy Frigyesnek és könnyen lemondott a nagy véráldozatok árán megszerzett területekről. Már korábban is tartottak attól, hogyha Péter veszi át a hatalmat, úgy megteszi ezt, mivel ő gyerekes letörtséggel és szomorúsággal fogadta a poroszok ellen elért orosz katonai sikereket, ugyanis ő Nagy Frigyest legyőzhetetlen katonai zseninek hitte.
Katalin és a támogatói (immár teljesen biztos háttérrel) palotaforradalmat robbantottak ki 1762. július 9-én (a régi naptár szerint június 28-án). Pétert házi őrizetbe vették ropsai birtokán. Katalin magához ragadta a hatalmat, de engedékenyen bánt a férjével: Péter magával vihette a hegedűjét, egyik hűséges inasát, és kedvenc kutyáját is. Mindezek arra utalnak, hogy Katalin nem akarta megöletni a férjét, akit azonban Alekszej Orlov, Katalin szeretőjének testvére július 17-én (a régi naptár szerint július 6-án) meggyilkolt. A hivatalos bejelentés szerint aranyérgörcsben halt meg, ezt azonban mind Oroszországban, mind külföldön erős kétkedéssel fogadták. Katalint a hír némiképp megviselte, hisz tudta, hogy egyből ő lesz a gyanúsított.

## Az ál-Péterek
Mivel a hiszékeny köznép előtt hamis és nem igazán kivitelezhető reformjai (főleg a jobbágyfelszabadítás szándéka) népszerűek voltak, ezért rögvest a halála után egy megalapozatlan mítosz alakult ki. A nép körében szinte szentként tisztelték és feltűntek a semmiből olyan személyek, akik magukat Péternek vallották, Katalint pedig hataloméhes trónbitorlónak nevezték. Az ál-Péterek főleg a rendkívül szegény déli és keleti területeken tűntek fel, ahol a bojárok minden törvényt figyelmen kívül hagyva saját kényük szerint uralkodtak mély nyomorba és megalázottságba szorítva a népet. Errefelé más, sikerrel kivitelezett központi reformok nem tudtak érvényesülni.
Az ál-Péterek rendszerint mind lelepleződtek, de egyikük mégis sikerrel járt, akit Jemeljan Ivanovics Pugacsovnak hívtak. 1773-ban akkora felkelést robbantott ki, hogy az végig söpört a déli területeken és Szibéria több területén és mintegy 120 ezer ember csatlakozott hozzá. Pugacsov kihasználta, hogy az orosz hadsereg zöme az Oszmán Birodalom ellen hadakozik, így jelentős területeket sikeresen vont uralma alá. Katalinnak a török háború végeztével sikerült csak levernie a lázadást. Pugacsovot lefejezték.
Ál-Péterek azonban nemcsak Oroszországban jelentek meg. 1766-ban egy Šćepan Mali nevezetű személy Montenegróban terjesztette el magáról, hogy ő III. Péter cár. Sikerült maga mellé állítania az embereket, akik nagy reménységgel tekintettek az oroszokra a törökök elleni harcban. A montenegrói ál-Péter megdöntötte III. Vaszilij vladika hatalmát és cárként kezdett el uralkodni a hegyi országban, ahol annyira erős uralomra tett szert, hogy az oroszok nem törekedtek megcáfolni állítását, miszerint ő volna III. Péter, sőt inkább támogatták, hogy az érdekeiket szolgálja. A montenegrói ál-Pétert végül az albániai törökök által felbérelt orgyilkosok megölték.

## További információ
- Életrajza oroszul
- Családfája oroszul